# تی‌سی‌جی سلطان‌هیسار (۱۹۴۰)
تی‌سی‌جی سلطان‌هیسار (۱۹۴۰) (به انگلیسی: TCG Sultanhisar (1940)) یک کشتی است که طول آن ۳۲۳ فوت (۹۸ متر) می‌باشد. این کشتی در سال ۱۹۴۰ ساخته شد.